# داربید نظرعلی
داربید نظرعلی، روستایی از توابع بخش مرکزی شهرستان گیلانغرب در استان کرمانشاه ایران است.
گویش مردم این روستا و روستای های همجوار دهستان ویژنان اغلب کردی کلهری می باشد.

## جمعیت
این روستا در دهستان ویژنان قرار دارد و براساس سرشماری مرکز آمار ایران در سال ۱۳۸۵، جمعیت آن ۳۹ نفر (۹خانوار) بوده‌است و در سر شماری سال ۱۴۰۱ به ۵۱ نفر افزایش پیدا کرده است.